# Геопотенціал
Геопотенціа́л — потенціал сили тяжіння. Геопотенціалом {\displaystyle \Phi ^{*}} в даній точці називається питома механічна робота, яку необхідно зробити, щоб підняти одиницю  маси в полі  сили тяжіння від вихідного рівня (за який приймається, як правило, рівень моря) до цієї точки:
{\displaystyle \Phi ^{*}=\int _{0}^{z}g(z)dz,}
де {\displaystyle z} — висота точки над рівнем моря, {\displaystyle g(z)} — прискорення вільного падіння в залежності від висоти. 
Одиницею геопотенціалу в системі SI служить м²/с².